# Desa Baru Sei Tutung
Desa Baru Sei Tutung is een bestuurslaag in het regentschap Kerinci van de provincie Jambi, Indonesië. Desa Baru Sei Tutung telt 1490 inwoners (volkstelling 2010).